# Epimecis dendraria
Epimecis dendraria är en fjärilsart som beskrevs av Achille Guenée 1858. Epimecis dendraria ingår i släktet Epimecis och familjen mätare. Inga underarter finns listade i Catalogue of Life.